# 阿列省公路网

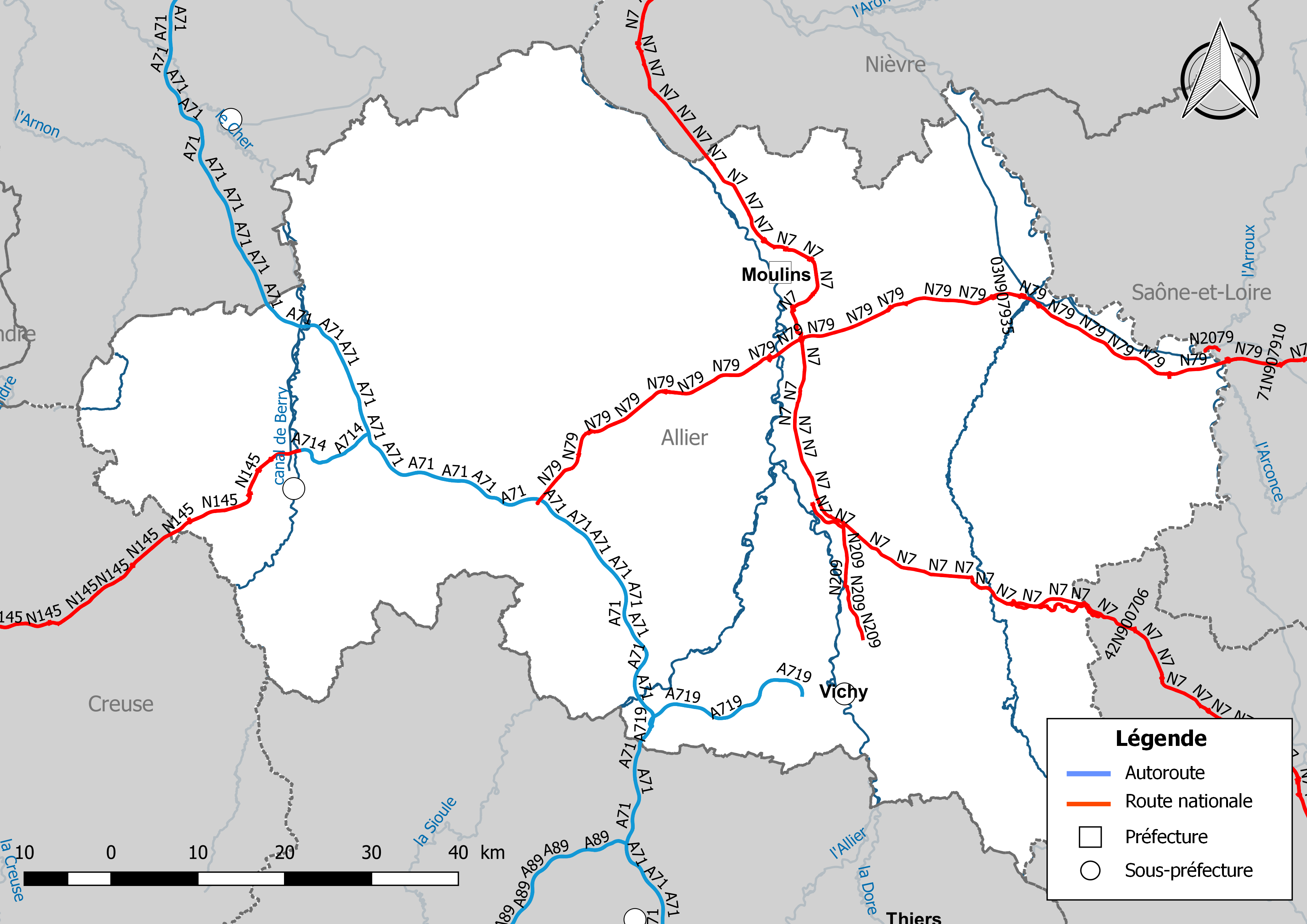
阿列省公路网

阿列省公路网是法国阿列省境内公路设施的统称。截止2020年11月，阿列省境内共有高速公路111公里，国道209公里，省道5282公里以及其它公路7810公里。

## 历史
阿列省的第一条公路出现于18世纪末，最初仅供马车行驶，工业革命后开始出现机动车辆。1930年，阿列省境内的公路系统进行了统一编号。1972年和2006年，法国的国道系统两次大规模拆分，其中阿列省境内的法国国道N13线、N14线等均改为省道，并重新编号。
|          | 2002  | 2003  | 2004  | 2005  | 2006  | 2007  | 2008  | 2009  | 2010  | 2011  | 2012  | 2013  | 2014  | 2015  | 2016  | 2017  |
| -------- | ----- | ----- | ----- | ----- | ----- | ----- | ----- | ----- | ----- | ----- | ----- | ----- | ----- | ----- | ----- | ----- |
| 高速公路 | 88    | 88    | 88    | 88    | 88    | 88    | 98    | 98    | 98    | 98    | 98    | 98    | 98    | 111   | 111   | 111   |
| 国道     | 390   | 392   | 392   | 245   | 251   | 220   | 215   | 213   | 213   | 213   | 211   | 211   | 209   | 208   | 209   | 209   |
| 省道     | 4990  | 5021  | 5021  | 5032  | 5179  | 5209  | 5209  | 5209  | 5209  | 5234  | 5241  | 5242  | 5253  | 5253  | 5254  | 5282  |
| 其它道路 | 5472  | 5502  | 5563  | 5618  | 5730  | 5919  | 5919  | 6243  | 6596  | 6596  | 7165  | 7397  | 7397  | 7458  | 7598  | 7810  |
| 总计     | 10940 | 11003 | 11064 | 10983 | 11248 | 11436 | 11441 | 11763 | 12116 | 12141 | 12715 | 12948 | 12957 | 13030 | 13172 | 13412 |

## 路网

### 高速公路
- 法国A71号高速公路（阿列省境内累计全长约79公里，共设有2个出入口和2个互通式立交桥）
- 法国A714号高速公路（阿列省境内累计全长约10公里，共设有2个出入口和1个互通式立交桥）
- 法国A719号高速公路（阿列省境内累计全长约22公里，共设有4个出入口和1个互通式立交桥）

### 国道
- 法国国道N7线（法语：Route nationale 7 (France)），阿列省境内全长约87公里。
- 法国国道N79线（法语：Route nationale 79），阿列省境内全长约91公里。
- 法国国道N145线（法语：Route nationale 145），阿列省境内全长约19公里。
- 法国国道N209线（法语：Route nationale 209），阿列省境内全长约13公里。

### 省道
| 阿列省干线省道列表             |             |                           | |                          |
| 编号                           | 长度 （km） | 起点 连接线               | 主要途径市镇（斜体字表示该道路距离该市镇政府所在地最近距离超过1公里） | 终点 连接线              |
| D1                             | 74.5        | 索尔塞 D46                | 索尔塞 ↔ 布朗萨 ↔ 拉费利讷 ↔ 勒泰伊 ↔ 特龙热（莱古尼翁） ↔ 勒蒙泰 ↔ 特龙热（镇中心） ↔ 龙克勒 ↔ 圣伊莱尔 ↔ 日普西/圣欧班勒莫尼亚勒 ↔ 波旁-拉尔尚博 ↔ 弗朗谢斯 ↔ 利穆瓦斯 ↔ 普济-梅桑日 ↔ 吕尔西-莱维 | （谢尔省） D40           |
| D3                             | 44.4        | 埃斯蒂瓦雷耶 梅斯街       | 埃斯蒂瓦雷耶 ↔ 上博卡日 ↔ 埃里松 ↔ 圣卡普赖 ↔ 勒维延 ↔ 塞里耶 ↔ 库勒夫尔 ↔ 吕尔西-莱维 | 吕尔西-莱维 D978A        |
| D6                             | 20.2        | 巴耶 D2009                | 巴耶 ↔ 圣迪迪耶拉福雷 ↔ 圣雷米昂罗拉 ↔ 沙尔梅伊 ↔ 阿列河畔贝勒里沃 | 阿列河畔贝勒里沃 D2209   |
| D7                             | 40.3        | 拉帕利斯 罗斯福总统街     | 拉帕利斯 ↔ 圣普里 ↔ 勒布勒伊 ↔ 伊塞尔庞 ↔ 尼泽罗勒 ↔ 山地勒马耶 ↔ 圣克莱芒 ↔ 拉沙巴讷 ↔ 拉普吕涅 | （卢瓦尔省） D44         |
| D11                            | 49.1        | 苏维尼 D945               | 苏维尼 ↔ 梅耶尔 ↔ 日普西 ↔ 圣伊莱尔 ↔ 比西耶尔莱米讷/伊格朗德 ↔ 维约尔 ↔ 阿列省科讷 ↔ 沃纳 ↔ 埃里松/上博卡日 ↔ 瓦隆昂叙利                                                                            | （谢尔省） D64           |
| D16                            | 32.8        | 蒙马罗 D2371              | 蒙马罗 ↔ 萨泽雷 ↔ 米拉地区圣普列 ↔ 阿列省自由城 ↔ 索瓦尼/托尔特宰 ↔ 阿列省科讷 ↔ 波旁地区卢鲁 ↔ 勒维延                                                                                               | 勒维延 D3                |
| D46                            | 34          | 蒙马罗 N79/D2371          | 蒙马罗 ↔ 米拉地区圣马塞尔 ↔ 武萨克 ↔ 弗勒里耶勒 ↔ 拉费利讷 ↔ 瑟塞 ↔ 布朗萨 ↔ 卢希-蒙方/索尔塞 ↔ 锡乌勒河畔圣普尔桑 ↔ 帕赖苏布亚耶 ↔ 阿列河畔瓦雷讷                                                   | 阿列河畔瓦雷讷 N7        |
| D67                            | 5.5         | 新克勒济耶 D907           | 新克勒济耶 ↔ 圣日耳曼代福塞 ↔ 圣雷米昂罗拉 | 圣雷米昂罗拉 D6          |
| D94                            | 35.5        | 圣维克多/代塞尔蒂讷 D2144 | 圣维克多/代塞尔蒂讷 ↔ 圣昂热勒/韦尔内 ↔ 比泽讷耶 ↔ 索瓦尼 ↔ 阿列省科讷 ↔ 维约尔 ↔ 伊格朗德 | 伊格朗德 D953            |
| D101                           | 35.4        | 库朗东 D953               | 库朗东 ↔ 讷维 ↔ 蒙蒂伊 ↔ 巴纽 ↔ 欧比尼 ↔ 圣莱尔帕尔丹多日 ↔ 勒沃尔德尔 ↔ 阿列河堡 | （谢尔省） D974          |
| D480                           | 33.9        | 贝布尔河畔当皮埃尔 D779   | 贝布尔河畔当皮埃尔 ↔ 贝布尔河畔圣普尔桑 ↔ 沃马 ↔ 蒂约讷 ↔ 贝布尔河畔雅利尼 ↔ 特勒托 ↔ 沙夫罗什 ↔ 特雷泽勒 ↔ 塞尔维伊 ↔ 拉帕利斯                                                                      | 拉帕利斯 五月八日大道    |
| D707                           | 16          | 特雷沃勒 N7               | 特雷沃勒 ↔ 阿韦尔姆 ↔ 穆兰N59 ↔ 伊泽尔 ↔ 阿列河畔土伦 | 阿列河畔土伦 N7          |
| D779                           | 57.8        | 穆兰 阿列街               | 穆兰 ↔ 伊泽尔 ↔ 谢济 ↔ 吕西尼 ↔ 舍瓦涅 ↔ 博隆 ↔ 贝布尔河畔栋皮埃尔 ↔ 迪乌 ↔ 卢瓦尔河畔皮埃尔菲特 ↔ 库朗日 ↔ 莫利内 ↔ 沙瑟纳尔                                                                        | （索恩-卢瓦尔省） D979B  |
| D907                           | 15.8        | 新克勒济耶 D67            | 新克勒济耶 ↔ 博斯特 ↔ 马涅 ↔ 比耶祖瓦 ↔ 拉帕利斯 | 拉帕利斯 N7/五月八日大道 |
| D916                           | 24.8        | 蒙吕松 D943               | 蒙吕松 ↔ 多梅拉 ↔ 于里耶勒 ↔ 阿尔希尼亚 ↔ 特雷尼亚 | （克勒兹省） D916        |
| D943                           | 26.4        | 蒙吕松 圣皮埃尔桥         | 蒙吕松 ↔ 多梅拉/圣维克多 ↔ 于里耶勒 ↔ 拉沙佩洛德 ↔ 库尔赛 ↔ 圣代西雷 | （谢尔省） D943          |
| D945                           | 40.7        | 穆兰 雷日莫尔特大桥/D2009 | 穆兰 ↔ 讷维 ↔ 库朗东 ↔ 苏维尼 ↔ 阿列省努瓦扬 ↔ 沙蒂永 ↔ 特龙热 ↔ 勒蒙泰 ↔ 德谢斯 ↔ 萨泽雷 ↔ 蒙马罗                                                                                                   | 蒙马罗 D46               |
| D953                           | 59.3        | 穆兰 D945                 | 穆兰 ↔ 讷维 ↔ 库朗东 ↔ 马里尼 ↔ 圣默努 ↔ 波旁-拉尔尚博 ↔ 伊格朗德 ↔ 特讷耶 ↔ 塞里伊 ↔ 圣博内特龙赛/伊勒和巴尔代 ↔ 艾奈堡                                                                             | （谢尔省） D953          |
| D973                           | 13.1        | 舍瓦涅 D779               | 舍瓦涅 ↔ 帕赖勒弗雷西伊 ↔ 昂日耶夫尔河畔加尔纳 ↔ 博隆 | （索恩-卢瓦尔省） D973   |
| D978A                          | 41.1        | 于尔赛 D2144              | 于尔赛 ↔ 莫尔讷-维特赖/布赖兹 ↔ 圣博内特龙赛 ↔ 伊勒和巴尔代/塞里伊 ↔ 库勒夫尔 ↔ 吕尔西-勒维 ↔ 讷尔 ↔ 勒沃尔德尔                                                                                      | （涅夫勒省） D978A       |
| D979A                          | 17.2        | 穆兰 巴黎街               | 穆兰 ↔ 阿韦尔姆/伊泽尔 ↔ 热讷蒂讷 ↔ 圣埃讷蒙 | （涅夫勒省） D979A       |
| D987                           | 33          | 锡乌勒河畔圣普尔桑 D2009  | 锡乌勒河畔圣普尔桑 ↔ 蒙托尔 ↔ 沙雷伊-桑特拉 ↔ 弗勒里耶勒/富里耶 ↔ 尚泰勒 ↔ 泰克萨-瑟纳 ↔ 舍泽勒 ↔ 贝勒纳沃 ↔ 库唐苏兹/拉利佐勒 ↔ 埃沙西耶尔/纳德                                                     | （多姆山省） D987        |
| D989                           | 57.1        | 阿列河畔土伦 D707         | 阿列河畔土伦 ↔ 讷伊勒雷阿勒 ↔ 梅尔西 ↔ 圣瓦尔 ↔ 蒂约讷 ↔ 贝布尔河畔雅利尼 ↔ 沙夫罗什 ↔ 索尔比耶 ↔ 蒙孔布鲁莱米讷 ↔ 勒东容 ↔ 东容地区讷伊 ↔ 勒布绍 ↔ 阿夫里伊                                         | （索恩-卢瓦尔省） D989   |
| D990                           | 17.7        | 德鲁瓦蒂里耶 N7           | 德鲁瓦蒂里耶 ↔ 昂德拉罗什/洛德 ↔ 福雷地区蒙泰居埃 | （卢瓦尔省） D490        |
| D994                           | 32.3        | 莫利内 D994               | 莫利内 ↔ 勒潘 ↔ 东容地区圣迪迪耶 ↔ 勒东容 ↔ 洛德 ↔ 巴赖-比索勒/昂德拉罗什 | 昂德拉罗什 D990          |
| D995                           | 31.4        | 屈塞 共和广场             | 屈塞 ↔ [[]比塞]/莫勒 ↔ 拉沙佩勒 ↔ 阿罗讷 ↔ 锡雄河畔费里耶尔 ↔ 拉瓦讷 ↔ 拉普吕涅 | （卢瓦尔省） D495        |
| D998 （西段）                  | 15.4        | （多姆山省） D998         | 拉塞勒 ↔ 科隆比耶 ↔ 科芒特里 ↔ 内里莱班 | 内里莱班 D2144           |
| D998 （东段）                  | 30          | （多姆山省） D998         | 埃沙西耶尔 ↔ 纳德 ↔ 拉利佐勒 ↔ 叙萨 ↔ 埃布勒伊 ↔ 加纳 | 加纳 拉比松将军街        |
| D2009                          | 58.4        | 穆兰 雷日莫尔特大桥/D945  | 穆兰 ↔ 布勒索勒 ↔ 舍米伊 ↔ 沙泰勒德讷夫尔 ↔ 阿列河畔莫内泰 ↔ 孔蒂尼 ↔ 索尔塞 ↔ 锡乌勒河畔圣普尔桑 ↔ 巴耶 ↔ 布鲁特-维尔内 ↔ 勒马耶代科勒 ↔ 索尔泽 ↔ 马泽里耶 ↔ 加纳                                   | （多姆山省） D2009       |
| D2144                          | 56.1        | （谢尔省） D2144          | 莱特隆 ↔ 于尔赛 ↔ 莫尔讷-维特赖 ↔ 瓦隆昂叙利 ↔ 上博卡日/纳西尼 ↔ 勒尼 ↔ 埃斯蒂瓦雷耶 ↔ 圣维克多 ↔ 代塞尔蒂讷 ↔ 蒙吕松 ↔ 拉沃圣安娜 ↔ 内里莱班 ↔ 迪尔达-拉勒基耶 ↔ 罗内/拉塞勒                        | （多姆山省） D2144       |
| D2209                          | 28.5        | 加纳 D2009                | 加纳 ↔ 昂德洛河畔蒙泰涅/沙尔姆 ↔ 科尼亚-利约讷 ↔ 埃斯皮纳斯-沃泽勒 ↔ 阿列河畔贝勒里沃 ↔ 维希 ↔ 屈塞 ↔ 旧克勒济耶 ↔ 新克勒济耶                                                                        | 新克勒济耶 N209          |
| D2371                          | 30.5        | 蒙吕松 D2144              | 蒙吕松 ↔ 代塞尔蒂讷 ↔ 圣昂热勒 ↔ 尚布莱 ↔ 杜瓦耶 ↔ 蒙维克 ↔ 贝泽内 ↔ 圣博内德富尔 ↔ 蒙马罗 | 蒙马罗 N79/D46           |
| 1. 2. 3. 4. 5. 6. 7. 8. 9. 10. |             |                           | |                          |